# 熊剑东
熊剑东（？—1946年），原名俊、靖宇，浙江新昌人。抗战时期，担任国民政府军事委员会别动军淞沪特遣支队长，随后成为上海近郊六县游击司令。1939年，投靠日军，在汉口组织了黄卫军，并自任军长。1942年春，在汉阳成立了黄卫军事学校，并兼任校长。此后，还担任了汪精卫政府军事委员会委员、中央税警总团的职务。抗战胜利后，加入军统交通警察部队，在苏中战役中受伤，被解放军俘虏后死亡。

## 生平

### 早年生平
熊剑东早年留学日本军校，精通日语。抗战初期担任忠义救国军别动总队淞沪特遣支队司令，后改称常熟、嘉定、太仓、昆山、青浦、松江六县游击司令，在上海及苏南一带抗击日军。军统局負責人戴笠还派他到上海担任军统局情报站站长。
1938年夏，曾经夜袭江苏常熟荡口日军营地，击毙日军30余人。1938年秋，熊剑东部所属新四军第六梯团曾抓获姚民哀，熊剑东在常熟东张乡法灯庵广场主持白茆军校阵亡学员的追悼会，当场处决汉奸姚民哀以慰问烈士。11月，别动总队淞沪特遣支队十二梯团王士兰部，捕获日伪太仓县知事黄颂声，由熊剑东处决。
1939年3月，:185他亲自秘密向上海外商购买军火，企图进行相关方面交易时，被日军当场逮捕，并被押送至上海的日军宪兵队。

### 投日叛变
可能是因为其本人与中统上海特区联系密切，且他妻子唐逸君是中统局特工，熊剑东被捕后，中统决定组织营救。由于熊剑东是上海日本宪兵司令部特高课长官的冈村适三的同学，熊剑东在监狱中颇受关照，并没有受到虐待。不久，中统上海区改变想法，中统上海区副区长张瑞京和稽希宗则受命刺杀丁默邨，稽希宗拉拢上海法政大学学妹郑苹如加入中统。郑苹如曾在上海民光中学读书，与丁默邨有师生关系。熊剑东入狱之后，唐逸君委托郑苹如设法营救熊剑东，中统认为可以趁机接近丁默邨，并施展美人计创造刺杀机会。郑苹如接近丁默邨后，中统开展多次刺杀均未能成功，期间丁默邨将熊剑东推荐给周佛海。
1939年12月，为营救丈夫，熊剑东妻子唐逸君独自前往極司菲爾路76号，答应诱捕自己的上司张瑞京以换取自己的丈夫出狱，致使张瑞京投日叛变。李士群从张瑞京处听闻中统密谋杀害丁默邨，遂继续关押张瑞京以封口，不攻击中统，以期中统杀害丁默邨后一网打尽，并派人监视郑苹如和丁默邨的交流。但熊剑东并没有被释放，需要唐逸君参与劝降。
熊剑东在入狱之前，安排法租界巡捕房包探曹子白、曹炳生父子挑拨李士群与丁默邨之间的关系。1939年9月，他们成功与丁默邨取得联系，并开始在丁默邨面前传李士群的坏话。郑苹如刺杀丁默邨失败被捕后，自称自己和丁默邨是情杀，而非重庆派来的刺杀，令丁默邨颜面尽失。丁默邨接受李士群意见，认为曹子白、曹炳生父子挑拨离间，于1939年底逮捕二人并杀害。因此事，熊剑东与李士群开始结仇。
1941年，熊剑东入狱两年后，周佛海成功说服熊剑东加入76号，并亲自向日本人求情，将其保释出来。:185关于熊剑东之投敌，说法不一。有的说熊剑东投敌实则是受到军统营救。有的说是因为周佛海和军统秘密接触，因此才保释熊剑东。有的说日本在战争后期战线过长，因此希望熊剑东能够和重庆暗中联络商议。

### 黄卫军
在成为汉奸之后，熊剑东向日本天皇提交了一份奏折，主要内容是在大日本帝国的支持下，建立一支保护黄色人种的军队，以创造未来的“新世界”，并将其命名为“黄卫军”。“黄”代表黄色人种，“卫”意为保卫，“黄卫军”即是保卫黄色人种的军队。他还说明，“黄卫军”的行动范围将从武汉至广州，首先打通这一条线，然后向外扩张，最终统一华中、华南。
1941年4月，由日本军方的指挥下，向熊剑东提供了800支三八式步枪和20多支轻机枪，熊剑东在沔阳新堤附近组织了大约300人的土匪武装，装备了大约200支老旧枪械；此外，还组织了大约1400人的零散武装，拥有大约100支枪械。熊剑东自任军长。两个月后，日本军方司令官命令该部队前往监利螺山驻防，该地位于长江北岸，地形险峻，附近有抗日武装力量。一次夜袭中，国民革命军对螺山发起攻击，击败了黄卫军，杀死了参谋长李果谌，熊剑东本人也受伤。日本军方随后将部队撤回汉口进行整训，并治疗受伤的官兵。期间，一些受伤官兵被送往汉口市立医院接受治疗，一名医务人员询问他们是如何受伤的，并评论：“你们同中国自己人打仗，为什么这么勇敢？”这名医务人员的评论被报告给了熊剑东，他认为这是有意煽动军心，于是向日本军方报告。日本军方随后派遣宪兵队对该医务人员进行了拘留和严刑拷打，指责其有不良意图。
在螺山战役之后，日本军队认为他忠诚而勇敢，因此对他给予了更多的重视。熊剑东在汉口六渡桥府西一路附近日本军事管制区对其部队进行了重新整顿。日本方面还特别增补了大量的武器和弹药，包括四门大正年式山炮、12门八二式迫击炮、12挺马克沁式重机枪、30挺轻机枪以及1200支三八式步枪。除此之外，还补充了12匹军马、大量军服及其他军事物资。通过这次扩充，熊剑东的军力增加了一倍以上，他自任总司令，邹平凡升任参谋长，徐世杰任参谋处长，朱绍文任混成总队队长。在混成总队下，还包括山炮兵连连长蒋占魁、第一、第二迫击炮连连长郭斌和李钧、第一、第二机枪连连长杜华山和李旭初，以及军官队队长杜柱、军士队队长王维哲、陆军小学队队长李锐和特务营营长张继相等人。经过三个月的集中训练，该部队在中山公园进行了检阅，并沿中山大道进行游行，还在戴家山进行了实弹射击，展示了熊剑东领导下的军力之强，远超其他伪军。
1941年9月，为了加强从新堤至白螺矶一线的长江防御，日本调动熊剑东的黄卫军至监利杨林山驻守，旨在巩固白螺矶的军事据点，以实现其侵占华中、华南的目标。部队出发时，所有的军用物资和交通工具均由日本军方提供，包括20余艘轮船和帆船。日本还派出参谋和宪兵官员随队，携带20余万斤食盐准备出售以筹集军费。这支军队到达杨林山后，熊剑东与日本官员一起根据当地实际情况部署防务，各部队均在杨林山附近的村庄筑起工事。部署完成后，熊剑东返回汉口向日本军部汇报情况，由邹平凡全权负责部队指挥，政训和经济事务由徐肇明负责，主要任务是销售食盐。
1941年冬，朱河镇万福麟领导的国民革命军第五十三军突袭杨林山阵地。黄卫军配备了各种重型武器，左侧翼有日本在白螺矶的炮兵阵地支援，经过一夜激战，万福麟的部队撤退。这是黄卫军的第二次战役。不久之后，万福麟再次派遣大量兵力猛攻白螺矶的日本炮兵阵地，同时用少量兵力佯攻杨林山，目的是牵制黄卫军支援日本。经过一整夜的激烈交战，日本用猛烈的炮火和飞机投弹扫射进行还击，万福麟的部队最终败退，伤亡惨重，其中一名团长受伤。这是黄卫军协助日本进行的第三次战斗。

### 黄卫军校
1942年春，熊剑东创办了黄卫军军事学院，学院设在汉阳南城巷的一所前女子中学。熊剑东亲自担任校长，并任命来自重庆的军统特工刘斌为少将教育主任，自己同时兼任教育处长。教员队伍包括留日学生雷声扬、保定军校第五期毕业的陈殿英、军校毕业生雷振常和李知行、当地人赵立刚，以及军官队长杜柱、军事训练队长杨斌、陆军小学队员李锐、军需处长殷明经、副官处长罗涤瑕、军医处长程灿等人。学校的课程分为学术和技术两个部分。每周举行一次由校长和教育主任主讲的“精神讲话”，内容通常围绕“构建大东亚新秩序”、“反共建国”和“中日同文同种、共同繁荣”的主题。熊剑东还创作了充满反共言辞的《黄卫军军事学院校歌》，歌词强调“东亚民族联合起来，共同反共，我们是东亚的先锋，我们是民族的英雄，团结一致，努力作战”。军官队的课程包括日语、军事法规、陆军礼节、简易测绘和夜间教育等。军士队由于训练时间较短，主要学习法规摘要。陆军小学队的学科主要是日语，此外还包括国语、自然科学、数学以及军事基础知识。技术训练方面，军官和军士队从基础训练到战斗技能训练。而较年轻的陆军小学队则重点进行徒手训练和体操训练，如铁杠、鞍马和刺杀训练等。

### 汪精卫政府
1942年初，周佛海和重庆国民政府取得联系，开始与军统局展开合作。1942年11月，熊剑东被任命为汪精卫政府下的军事委员会委员。李士群在苏州展开清乡，熊剑东则返回苏州、常熟及沪郊昔日游击根据地收编旧部。李士群暗中通知日军土桥部队，围堵熊剑东的部下，逼迫其撤离改编，致使黄卫军最终改编为和平建国军第29师，熊剑东遂改让参谋长邹平凡当师长，自己去职。
1943年3月，进一步被提拔为汪精卫政府中央税警总团的副总团长，并很快兼任了汪精卫政府的上海市保安处的处长。黄卫军事院校的约3000人在熊剑东的带领下被转移到上海，重新组建为税警总团，拥有充足的经费和精良的装备，成为汪精卫政权下最精锐的部队之一。这支部队由周佛海担任团长。在清乡过程中，税警总团与李士群的武装部队激烈冲突，甚至开枪火并。为报部队改编之仇，熊剑东策反76号特工林之江，致使李士群逮捕林之江，熊剑东则以日本宪兵队名义营救出林之江，激怒李士群。
1943年5月，由于美国在太平洋战争中的有利局势，美国迫切希望在上海展开间谍活动，以便窥探日本的军事情报。因此，美方要求蒋介石采取行动移除汪精卫政府特務部門負責人李士群。:308熊剑东是军统中人，势必铲除李士群。周佛海与熊剑东交好，与李士群是争权夺利的死对头。汪精卫和陈公博则认为李士群部下纪律败坏，影响政权形象。多方势力均想整治李士群。周佛海和唐生明一同谋划挑拨上海日本宪兵队特高课长冈村适三中佐杀害李士群。作为周佛海的副手，熊剑东与冈村关系很好，熊剑东告知冈村李士群总是想方设法与宪兵队争权抢功，并建议毒杀李士群。于是，冈村适三打电话给李士群，邀请他与熊剑东聚餐和解。李士群考虑到熊剑东掌握着强大的税警部队，而自己急需熊的支持以维持水陆走私活动，于是同意参加宴会。会上通过劝酒，最终通过下毒杀害李士群。:308
1943年12月，熊剑东再次获得提升，兼任上海市保安司令部的参谋长。

### 国共内战
抗日战争胜利后，熊剑东的部队被军统局所属的交警总队收编。熊剑东本人被任命为交通警察第7总队的少将总队长，并很快被投入到随后爆发的内战中。1946年6月下旬，国军进攻苏中解放区，爆发苏中战役。华中野战军采取集中优势兵力、各个歼灭敌人的战法。1946年8月21日至23日，解放军的第1师、第6师、第7纵队、第5旅以及地方武装对丁堰、林梓地区发起攻击，歼灭了交通警察第7总队、第11总队共5个大队及整编第49师第26旅残部一个营。在这次攻击中，敌方死伤1500余人，解放军俘获了交通警察第7总队少将总队长熊剑东以及其他2000余人。8月22日，熊剑东在江苏丁堰受伤被俘后死亡。
熊剑东死后，蒋介石派遣特务领袖毛人凤举办了追悼会。

## 参阅书目
- 施原. . 国殇（第四部） 第十一版. 团结出版社. 2018-01-29.